# Schutzkartell Deutscher Geistesarbeiter
Das Schutzkartell Deutscher Geistesarbeiter war eine 1918 gegründete Organisation zur Interessenvertretung von Angehörigen höherer, akademischer und quasiakademischer Berufe.
Dem „Schutzkartell“, am 22. November 1918 zunächst als „Reichsausschuß akademischer Berufsstände“ gegründet, gehörten neben den Verbänden der sogenannten klassischen akademischen Berufe (Pfarrer, Richter, Rechtsanwälte und Notare, Ärzte, Oberlehrer) auch die Berufsverbände neuer akademischer Berufsgruppen an: so der Verein Deutscher Diplom-Ingenieure (VDDI, gegr. 1909); der Bund angestellter Chemiker und Ingenieure (Budaci, gegr. 1919) sowie die Vereinigung leitender Angestellter in Handel und Industrie (Vela), deren Mitglieder – zum mittleren und höheren Management zählend – nur zum Teil akademisch gebildet waren. Damit organisierte der Dachverband, als dessen Vorsitzender der Theologe und DVP-Reichstagsabgeordnete Otto Everling fungierte, vermutlich über 100.000 Angehörige akademischer und quasiakademischer Berufe. Seit Mitte der 1920er Jahre versorgte Everling die Verbandszeitschriften der genannten Berufsgruppen mit Beiträgen, die in einer ständischen Gesellschaftsordnung den Ausweg aus der Einkommens- und Anstellungskrise der höheren, in seiner Diktion geistigen Berufe erblickten. Der Verband wirkte wesentlich an einer Etablierung völkischen und – nur in Teilen damit identitär – nationalsozialistischen Gedankengutes im Bildungsbürgertum mit. 1934 löste sich das „Schutzkartell“ auf.